# John Saul
John Saul (* 25. Februar 1942 in Pasadena, Kalifornien) ist ein US-amerikanischer Schriftsteller und Autor von Horrorromanen und Psychothrillern.

## Leben
John Saul ist in Pasadena geboren, in Whittier aufgewachsen, studierte nach seinem Highschoolabschluss an verschiedenen Universitäten unter anderem Anthropologie, Theaterwissenschaften und Literaturwissenschaft, blieb aber ohne Abschluss. Als Studienabbrecher sah er seine Zukunft in einer Karriere als Schriftsteller, lebte jedoch zunächst 15 Jahre von Gelegenheitsjobs und schrieb nachts Kriminalromane, für die er allerdings keinen Verleger fand. Sein schriftstellerischer Durchbruch gelang ihm erst mit seinem ersten Horrorroman Suffer the Children, der 1977 erschien und dank einer TV-Kampagne in wenigen Wochen die Bestsellerlisten eroberte. Der Roman erschien 1977 unter dem deutschen Titel Wehe, wenn sie wiederkehren im Heyne Verlag. Seitdem zählt John Saul neben Stephen King und Dean Koontz zu den erfolgreichsten Vertretern der zeitgenössischen Horrorliteratur. Die Gesamtauflage seiner Bücher liegt bei über 50 Millionen; seine Werke wurden in 25 Sprachen übersetzt.
Sein Roman Cry for the Strangers wurde 1982 unter der Regie von Peter Medak und mit Patrick Duffy und Cindy Pickett in den Hauptrollen verfilmt. Auf seiner sechsbändigen Fortsetzungsreihe The Blackstone Chronicles basiert ein gleichnamiges Computerspiel, das 1998 bei Red Orb Entertainment erschien und auch in Deutschland sehr erfolgreich war.
Heute lebt John Saul in Bellevue im Staat Washington. Er liebt es, in seinem Wohnmobil Reisen zu unternehmen, und spielt gerne Golf. Einen Teil seiner Zeit verbringt er auch in Seattle und auf den San Juan Islands. Außerdem hat er ein Feriendomizil auf Hawaii.

## Werke
Viele seiner Romane handeln von Jugendlichen, die vom Bösen besessen sind.
| Jahr | Originaltitel             | Deutscher Titel                                           |
| ---- | ------------------------- | --------------------------------------------------------- |
| 1977 | Suffer the Children       | Wehe, wenn sie wiederkehren oder Der rechte Arm der Puppe |
| 1978 | Punish the Sinners        | Im Zeichen Kains                                          |
| 1979 | Cry for the Strangers     | Am Strand des Todes                                       |
| 1980 | Comes the Blind Fury      | Blinde Rache                                              |
| 1981 | When the Wind Blows       | Wehe, wenn der Wind weht                                  |
| 1982 | The God Project           | Das Gott-Projekt                                          |
| 1984 | Nathaniel                 | Nathaniel oder Prophet des Unheils                        |
| 1985 | Brainchild                | Das Kind der Rache                                        |
| 1986 | Hellfire                  | Höllenfeuer                                               |
| 1987 | The Unwanted              | Im Banne des Bösen                                        |
| 1988 | The Unloved               | Zeit des Grauens                                          |
| 1989 | Creature                  | Bestien                                                   |
| 1990 | Second Child              | Teuflische Schwester                                      |
| 1991 | Sleepwalk                 | Wehe, wenn du weggehst                                    |
| 1991 | Darkness                  | In den Klauen des Bösen                                   |
| 1992 | Shadows                   | Schule des Schreckens                                     |
| 1993 | Guardian                  | Die Wächter                                               |
| 1994 | The Homing                | Tochter des Bösen                                         |
| 1995 | Black Lightning           | Blitze des Bösen                                          |
| 1997 | The Blackstone Chronicles | Die Blackstone Chroniken                                  |
| 1998 | The Presence              | Hauch der Verdammnis                                      |
| 1999 | The Right Hand of Evil    | Kind der Hölle                                            |
| 2000 | Nightshade                | Jäger des Grauens                                         |
| 2001 | Manhattan Hunt Club       | Der Club der Gerechten                                    |
| 2002 | Midnight Voices           | Mitternachtsstimmen                                       |
| 2003 | Black Creek Crossing      | Die schwarze Stadt                                        |
| 2005 | Perfect Nightmare         | Stalker                                                   |
| 2006 | In the Dark of the Night  | Schatten der Nacht                                        |
| 2007 | The Devil’s Labyrinth     | Das Teufelslabyrinth                                      |
| 2008 | Faces of Fear             |                                                           |
| 2009 | House of Reckoning        |                                                           |